# Горица и Градишка

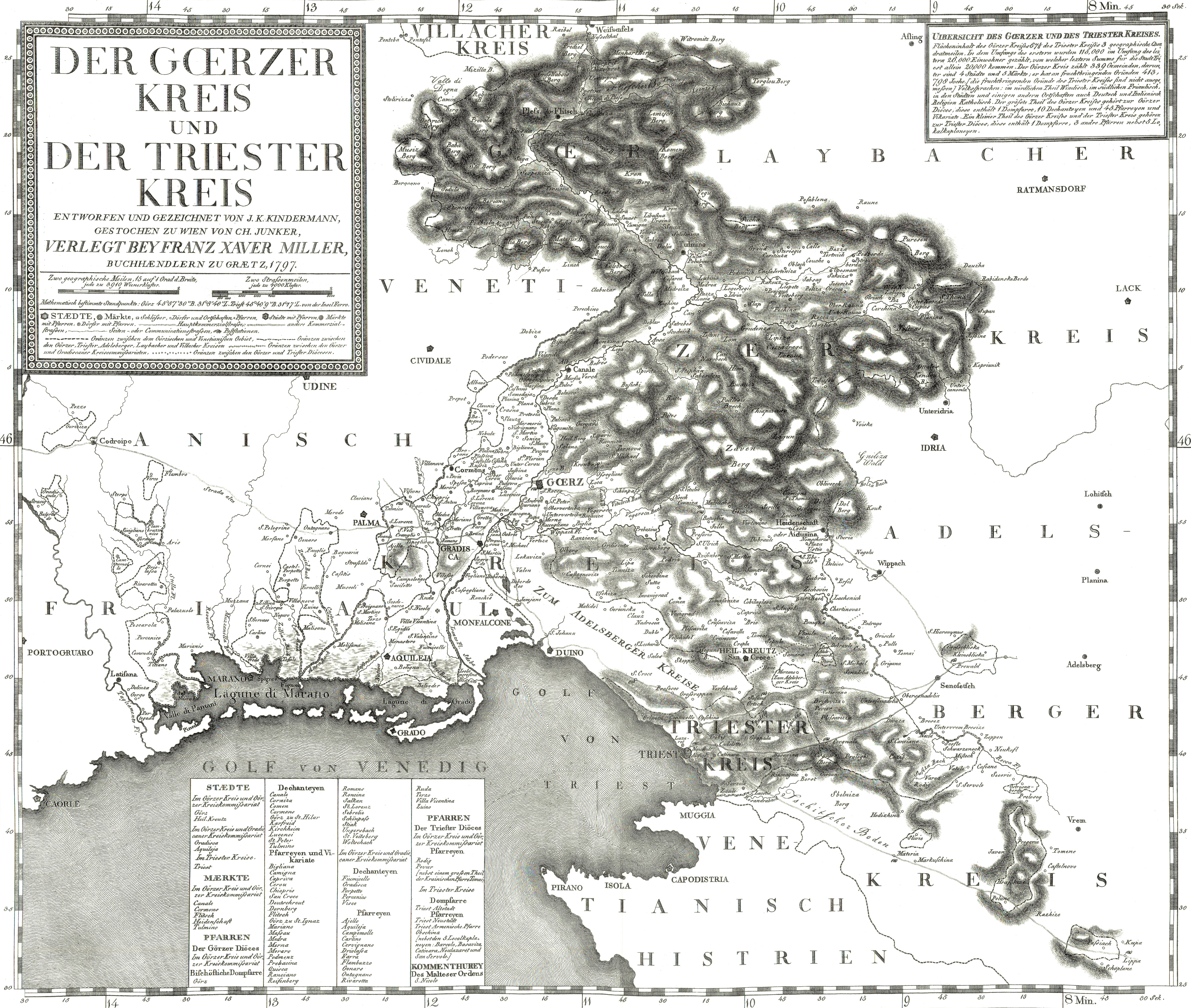
Карта Горицы и Триеста XVIII века.

Горица и Градишка (нем. Görz und Gradisca, итал. Gorizia e Gradisca, словен. Goriška in Gradiščanska, фриульск.: Gurize e Gardiscje) — графство (позднее, княжеский округ/окняжённое графство/княжеское графство) в составе Габсбургской монархии), существовавшее на приграничных территориях современных государств Словении и Италии.
В других источниках указано что, на конец XIX столетия и начало XX, графство Гёрц и Градиски (Герц и Градиска, Герц и Градиску) входило в административную область (коронная земля) под названием Береговая земля Австрии и Австро-Венгрии, и оно образовывало с Триестом и Истрией австрийско-иллирийскую береговую область, а также окраина австрийской Береговой области, площадью 2 927 квадратных километров, в которой проживало около 232 700 жителей.

## История
Территория графства когда-то принадлежала к Иллирии, позднее к герцогству Фриуль, а в XI веке она стала самостоятельным графством, под властью графов Горицких.
По прекращении этого рода (1500 год), графство перешло к Габсбургам, которые уступили его в 1809 году наполеоновской Франции, где оно было включено в состав Иллирийских провинций.
По заключительному акту Венского конгресса (1815 год) Австрийская империя вернула себе утраченные территории. В составе страны Горица и Градишка стала австрийской коронной землёй. По результатам Австро-Венгерского соглашения (1867 год) территория Горицы и Градишки осталась в Цислейтании, в составе Кюнстенланда.